# Albert John Luthuli
Albert John Lutuli, Albert John Luthuli, zul. Mvumbi – pol. „ciągły deszcz”  (ur. 1898, zm. 21 lipca 1967) – południowoafrykański działacz społeczny i polityczny, przewodniczący Afrykańskiego Kongresu Narodowego, przywódca dziesięciu milionów Afrykańczyków w pozbawionej przemocy walce o prawa obywatelskie, laureat Pokojowej Nagrody Nobla w roku 1960.

## Życiorys

### Dzieciństwo i młodość

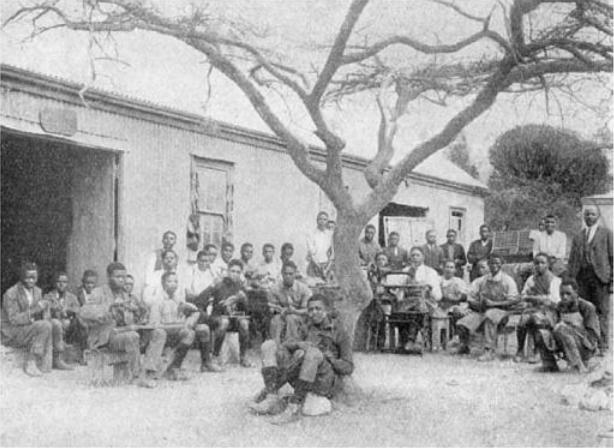
Ohlange High School

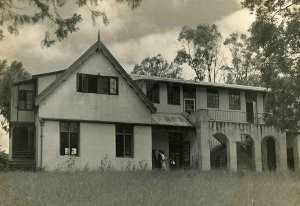
Adams College

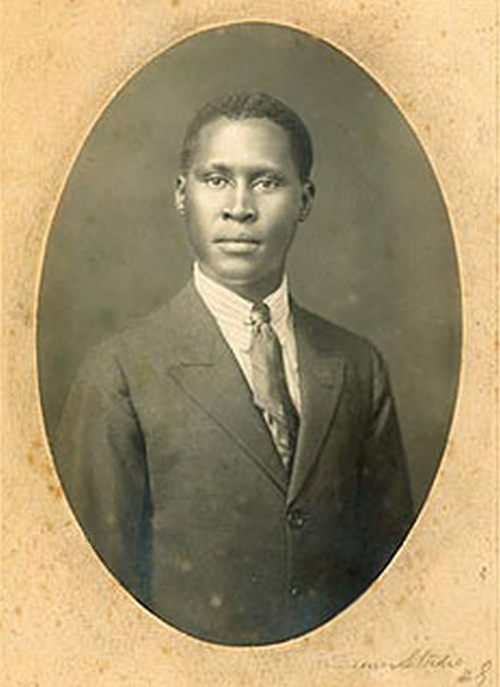
Albert Luthuli (ok. 1920)

Był wnukiem przywódcy niewielkiego plemienia w Groutville (dystrykt iLembe, prowincja Natal). Jego ojciec, John Bunyan Lutuli, został tłumaczem i chrześcijańskim misjonarzem, pracownikiem misji Adwentystów Dnia Siódmego działających wśród rodezyjskich Matabele. Matka, Mtonya Gumede, spędziła dzieciństwo na dworze króla Cetshwayo w Groutville (gmina KwaDukuza). Albert John Lutuli urodził się prawdopodobnie w roku 1898 w Rodezji, jako ich trzeci syn. Po śmierci męża matka wróciła z dziećmi do rodzinnego domu w Groutville na północnym wybrzeżu KwaZulu-Natal.
Albert John Lutuli, wspierany przez matkę, ukończył lokalną misyjną szkołę podstawową. W następnych latach studiował w Ohlange Institute (Ohlange High School) i ukończył kursy w ośrodku metodystów w Edendale koło Pietermaritzburga, gdzie zdobył przygotowanie do pracy nauczycielskiej (1917).

### Praca nauczycielska
Przez dwa lata pracował w małej szkole w Blaauwbosch (Natal Midlands), a następnie ukończył Higher Teachers’ Training Course w Adams College w Amanzimtoti koło Durbanu. Otrzymał stypendium na dalsze studia w University College w Fort Hare (University of Fort Hare), jednak nie skorzystał z niego, aby podjąć pracę zarobkową i wesprzeć finansowo swoją matkę. Został zatrudniony w Adams College, jako pierwszy nauczyciel-Afrykańczyk. Przez 15 lat uczył języka zulu i muzyki oraz angażował się w rozwiązywanie organizacyjnych problemów szkoły.
W roku 1928 został wybrany na sekretarza Stowarzyszenia Nauczycieli Afrykańskich, a od roku 1933 był prezesem tego stowarzyszenia. Założył też Zulu Language and Cultural Society.

### Działalność polityczna i społeczna
Był zaangażowany w walkę przeciw prawnej i społecznej dyskryminacji ludności afrykańskiej w Południowej Afryce, w tym – starania o pełną dostępność do edukacji dla dzieci Afrykańczyków, nie ograniczonej do szkolenia zawodowego.

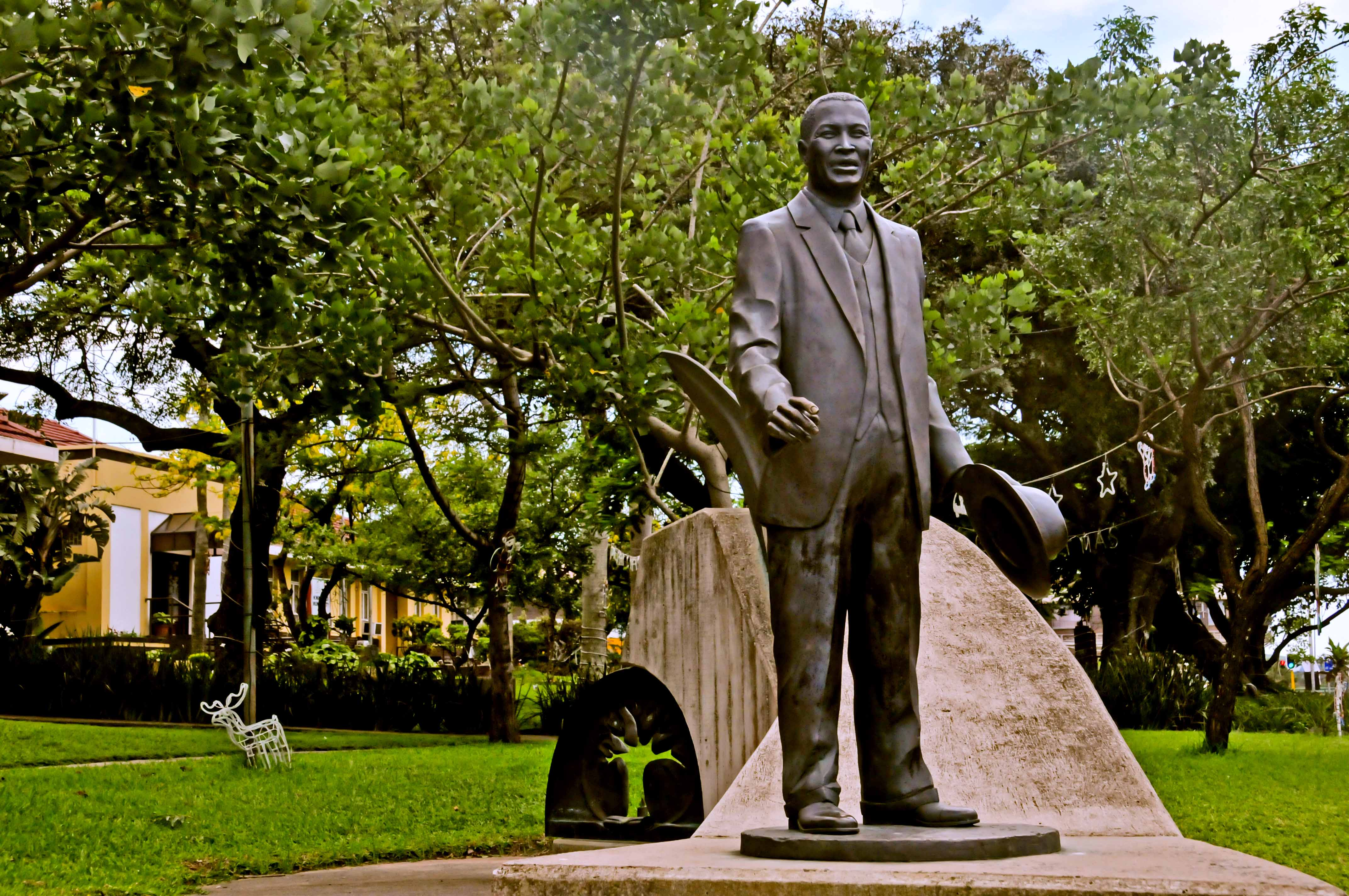
Pomnik Alberta Luthuli w Stanger, KwaZulu-Natal

Gmina Albert Luthuli w dystrykcie Gert Sibande (RPA)

W roku 1936 wrócił z Amanzimtoti do Groutville, aby pełnić funkcję szefa starszyzny plemiennej Abasemakholweni (powierzoną mu w drodze wyborów, a przejętą od swojego wuja). Decyzję o przyjęciu stanowiska podjął po dwóch latach wahań – wymagało to porzucenia pracy pedagogicznej, zapewniającej bezpieczeństwo finansowe.
Stanowisko szefa starszyzny plemiennej Abasemakholweni zajmował oficjalnie do roku 1952, w którym został z niego usunięty przez rząd apartheidu (nieformalnie nie przestał być uznawany za przywódcę). W tymże roku został przewodniczącym Afrykańskiego Kongresu Narodowego.
Afrykański Kongres Narodowy zdelegalizowano w roku 1960. W tymże roku Albert Lutuli otrzymał Pokojową Nagrodę Nobla. Jej przyznanie oznaczało, że Komitet Noblowski dołączył do międzynarodowego ruchu na rzecz poszanowania praw człowieka i przeciwko apartheidowi.

### Rektor University of Glasgow
W 1962 roku został wybrany przez studentów rektorem University of Glasgow. Funkcję tę pełnił do 1965 roku.
W Republice Południowej Afryki Luthuli był dysydentem politycznym – władze państwowe uniemożliwiły mu realizację prawa do swobodnego przemieszczania się, w związku z czym nie otrzymał wizy. Nie był zatem obecny w Glasgow ani podczas wyborów rektora, ani w czasie pełnienia swojej kadencji. Pomimo jego fizycznej nieobecności, jego kampania rektoralna otrzymała wsparcie ze strony lokalnego oddziału Szkockiej Partii Pracy, liberałów, jak również ze strony samych uczniów – wśród studentów, którzy prowadzili kampanię w jego imieniu był przyszły pierwszy minister Szkocji Donald Dewar. Ostatecznie Luthuli pokonał w wyborach przewodniczącego Szkockiej Partii Narodowej Roberta McIntyre oraz konserwatywnego posła, przyszłego przewodniczącego Partii Konserwatywnej i premiera Wielkiej Brytanii Edwarda Heatha. Aż 61% uczniów wzięło udział w wyborach (najwyższa frekwencja od wielu lat).

## Publikacje
Albert Luthuli jest autorem wielu publikacji, m.in.:
- Freedom is the Apex, Cape Town, South African Congress of Democrats, 1960?
- Let My People Go: An Autobiography (przygotowanie do druku: Charles i Sheila Hooper), Johannesburg and London, Collins, 1962
- The Road to Freedom Is via the Cross, Appendix A Let My People Go (publiczne oświadczenie po odwołaniu w roku 1952),
- What I Would Do If I Were Prime Minister, Ebony, 17 lutego 1962, 21-29,
- Africa’s Freedom. London, Allen & Unwin, 1964 (A.J. Lutuli i inni)

Autobiografia „W domu niewoli” ukazała się w Polsce w roku 1966.

## Życie rodzinne
W roku 1927 ożenił się z Nokukhanya Bengbu, wnuczką przywódcy Zulu Dhlokolo z Ngcolosi (gmina Ndwedwe). W latach 1929–1945 urodziło się ich siedmioro dzieci.